# Phyllostylon brasiliensis
Phyllostylon brasiliensis är en almväxtart som beskrevs av Capan.. Phyllostylon brasiliensis ingår i släktet Phyllostylon och familjen almväxter. Inga underarter finns listade i Catalogue of Life.